# Instituto Cultural y Deportivo Luz y Fuerza
El Instituto Cultural y Deportivo Luz y Fuerza, conocido mayormente como Luz y Fuerza, es un club deportivo ubicado en Villa Udaondo, Ituzaingó que tuvo un breve paso por las categorías de ascenso del fútbol argentino en las décadas de 1960 y 1970.
Disputó su primera temporada en Primera D en 1965 tras haberse afiliado a la Asociación del Fútbol Argentino el año anterior. En 1966, en lo que sería su segundo torneo en la categoría se consagra campeón y asciende a la Primera C, donde se mantiene hasta la temporada 1971. Antes de comenzar la temporada siguiente se desafilia, siendo uno de los pocos equipos que se ha desafiliado de la AFA sin estar jugando en la última categoría.
El club continúa existiendo hasta el día de hoy, practicándose en él una variedad de deportes, pero no ha vuelto a disputar torneos de la máxima entidad del fútbol en Argentina.

## Historia
El 2 de octubre de 1943 se funda el Sindicato de Luz y Fuerza de Capital Federal el cual nucleaba a los empleados de las empresas de electricidad de aquella época. Con el crecimiento del sindicato comenzaron a incorporarse deportes, entre los cuales el fútbol era el que acaparaba mayor popularidad, surgiendo torneos internos que continúan disputándose hasta el día de hoy.
De esta manera, en 1964 deciden afiliarse a la AFA bajo el nombre Instituto Cultural y Deportivo Luz y Fuerza, disputando la primera temporada en la Primera D 1965.Al otro año, tan solo en su segundo torneo en la categoría, se consagran campeones de la Primera D 1966 y obtienen el ascenso a la Primera C.
Una vez en dicha divisional, la tercera categoría del fútbol argentino en ese momento, nunca logró hacer pie. Siempre se ubicaba en las últimas posiciones de la categoría y terminaba salvándose milagrosamente en los Reclasificatorios o los torneos Permanencia.
Finalmente, en la temporada 1971 logra mantener la categoría sin mayores sobresaltos, incluso venciendo a Tigre, que finalizaría el torneo como subcampeón y terminaría ascendiendo a la Primera B. Paradójicamente, ese año, el mejor de Luz y Fuerza en la categoría, sería el último como afiliado. A finalizar la temporada la dirigencia del sindicato resolvió que era económicamente inviable seguir participando y decidió desafiliarse de la AFA, dando fin a su participación en los torneos de dicha entidad.

## Estadio
Luz y Fuerza tenía su estadio en la Villa Olímpica, las instalaciones del club que aún posee en la actualidad. Fue inaugurado en 1967 tras su ascenso a la Primera C, pues los dos torneos que disputó en la Primera Aficionados lo hizo en estadios de otros equipos.
Las instalaciones del club están ubicadas en la localidad de Villa Udaondo, perteneciente al partido de Ituzaingó sobre la Colectora Acceso Oeste entre las calles Los Indios y Pergamino. Allí no solo tenía su cancha sino que también contaba con una moderna concentración que fue utilizada por la Selección Argentina y varios equipos de Primera División.
El estadio hoy en día no existe más debido a que el equipo ya no disputa torneos oficiales. El haber tenido una cancha propia para disputar sus partidos como local es una novedad, ya que los equipos desafiliados y desaparecidos por lo general no tenían un estadio propio, lo cual en la mayoría de los casos terminó influyendo para dejar de formar parte de la AFA.

## Datos del club
- Temporadas en Primera División: 0
- Temporadas en Primera B: 0
- Temporadas en Primera C: 5 (1967-1971)
- Temporadas en Primera D: 2 (1965-1966)

## Palmarés

### Torneos Nacionales (profesionalismo)
- Primera D (1): 1966[4]